# オーアドルフ

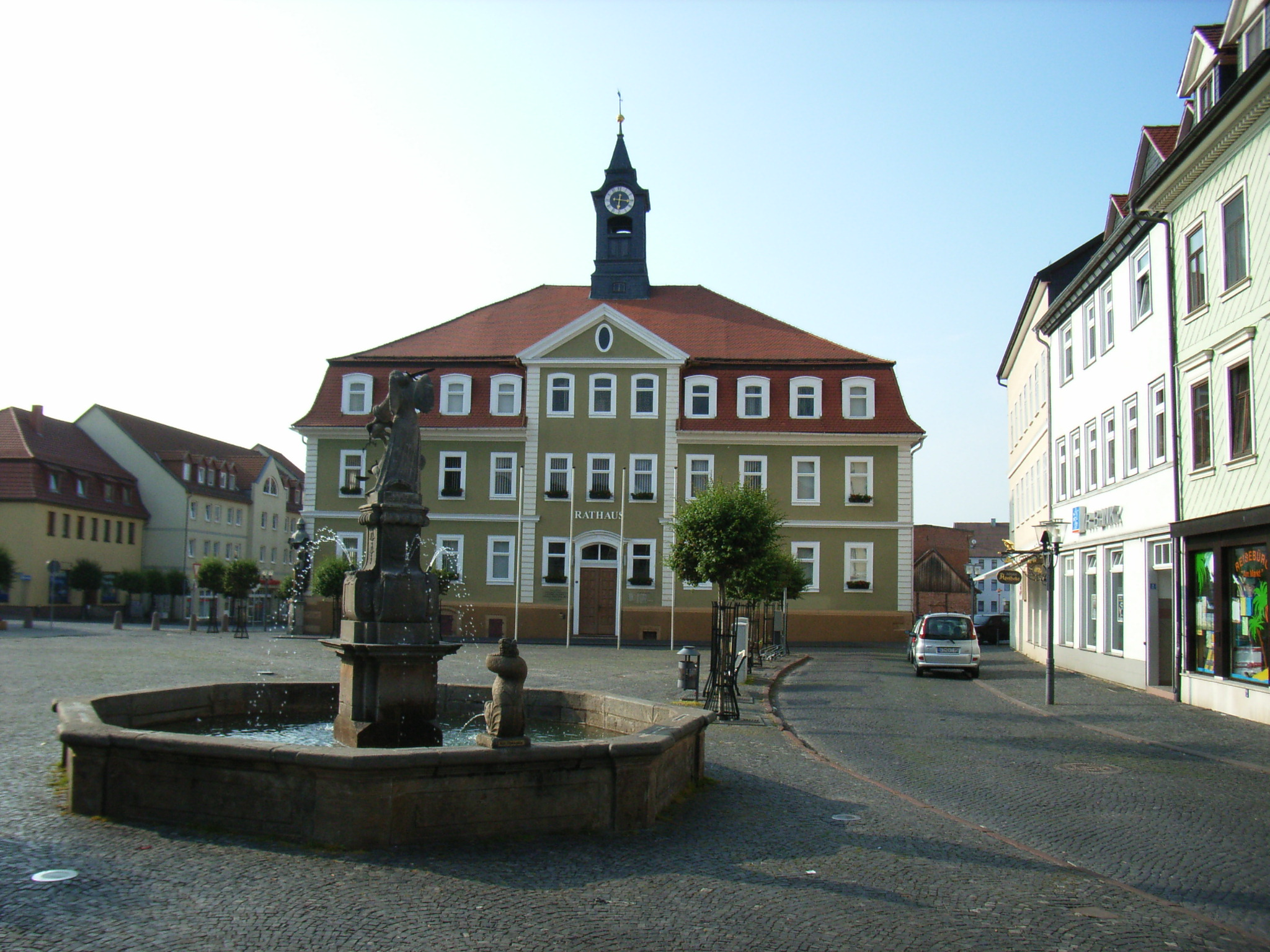
町役場

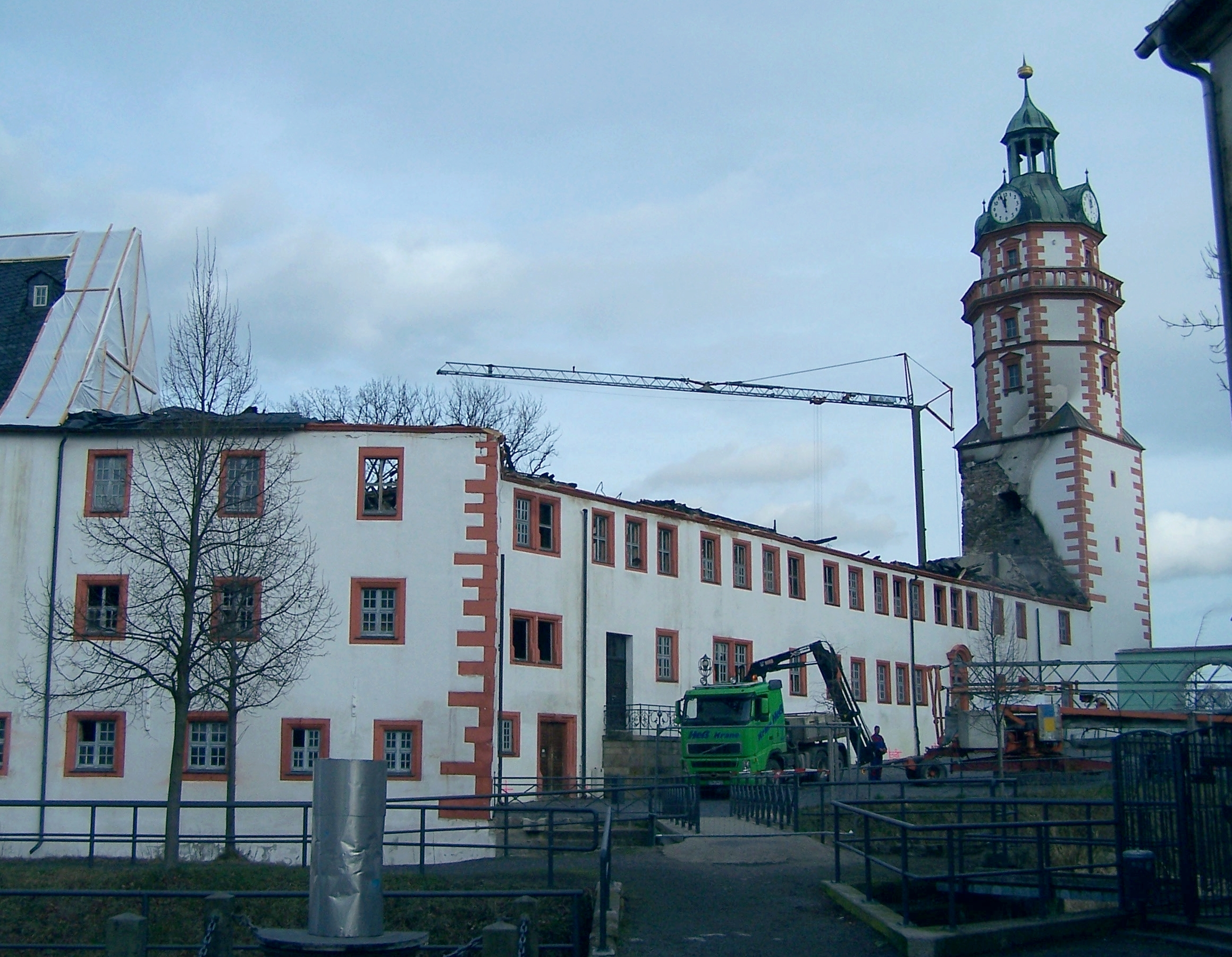
近年の火事の跡のEhrenstein城

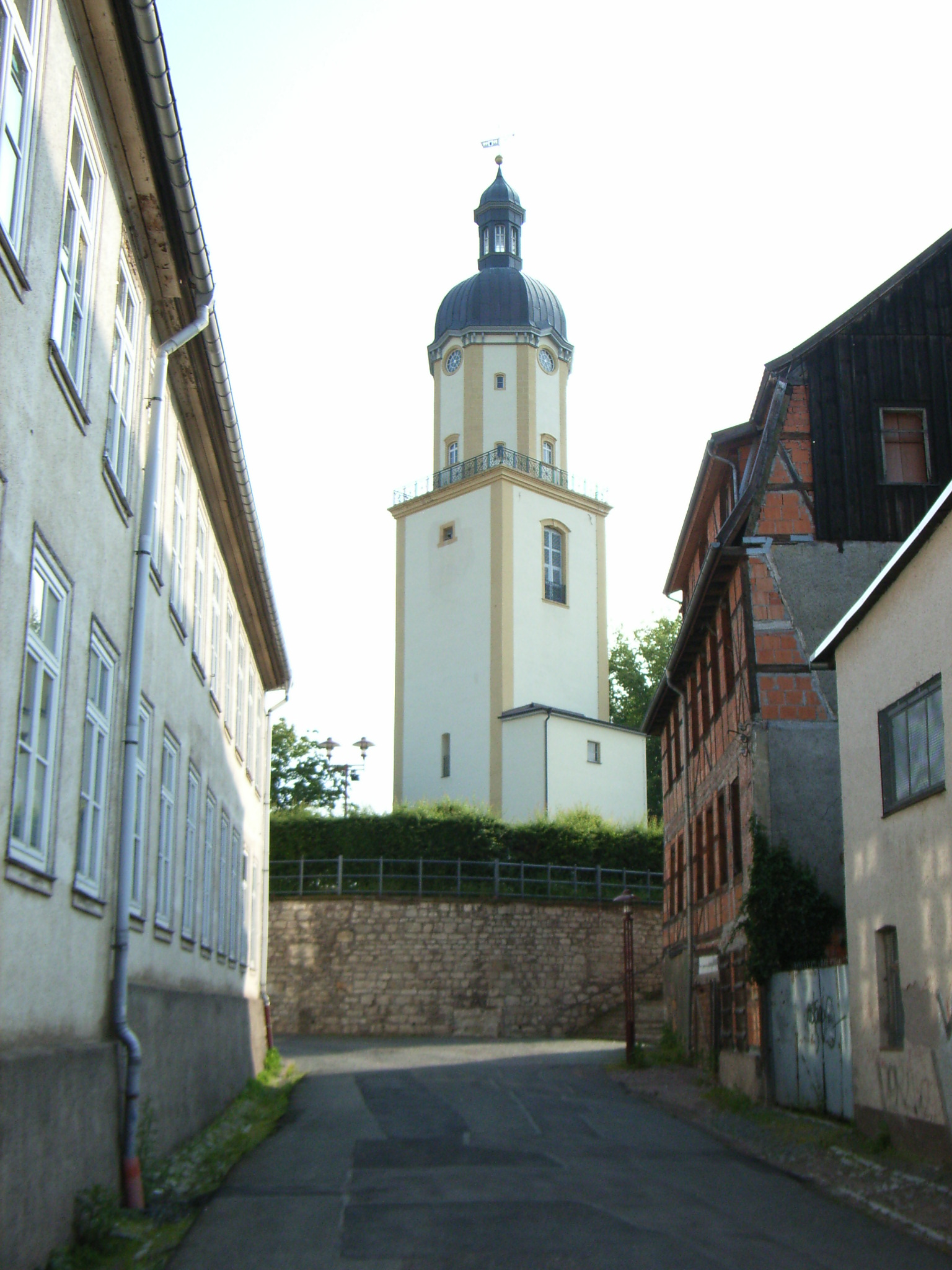
聖ミカエル教会の塔

オーアドルフ(ドイツ語：Ohrdruf)は、ドイツ テューリンゲン州ゴータ郡の町。2017年12月31日の人口は9786人。州都エアフルトの30km南西で、テューリンゲンの森の北麓に位置する。

## 歴史
724年～726年の間に聖ボニファティウスが、州初の修道院をミカエルを祭って建設した。
1550年、8世紀の修道院跡地でGeorg II von GleichenがEhrenstein城を建設した。
17世紀、ホーエンローエ家のGrafenが城を陥落させた。
1690年、ヨハン・クリストフ・バッハが移住し、聖ミカエル教会のオルガン奏者とLyceumの教師を務めた。
1695年、彼の弟で孤児のヨハン・ゼバスティアン・バッハが、兄に頼って学校に通うために移住した。彼は10～15歳の間この町で暮らした。
1760年、ホーエンローエ家はバロック様式で城を再建した。
19世紀には玩具製造の中心地になった。
1869年、ホーエンローエ家は城や町を含むGrafschaft Gleichenをこの地を治めるザクセン＝ゴータ公国に売却した。
1913年、キューピー人形の製造が始まった。
第一次世界大戦では、近くの軍事訓練施設に約2万人の捕虜が収容された。
施設は後にドイツ国防軍に使用され、1944年秋には一部がオーアドルフ強制収容所に転用された。
捕虜は道路や鉄道、トンネル建設を強制された。
後に強制収容所に総統大本営が設置された。
ドイツ人歴史家のRainer Karlschによると、ヨーナス谷近郊に建設されたこの施設は、Kurt Diebner率いる原爆開発チームが用いたとされる。
同年に休戦の客車がここで空爆によって破壊されたと信じられている。
1945年4月4日、アメリカ軍がドイツで初めて占領した強制収容所となった。
直後にドワイト・D・アイゼンハワー将軍とジョージ・パットン司令官、オマール・ブラッドレー司令官が訪れ、親衛隊の残した遺体の山を確認した。
7月、州がソビエト連邦の占領地域である事から、赤軍が軍事訓練施設を占領した。
施設の一部のNordlagerは解体された。
死者への2つの記念碑がこの頃設置された。
1956年～1971年、ソ連軍はEhrenstein城を使用、荒廃させた。
1991年、ドイツ連邦国防省に施設の所有権が移った。同年、カルメル会が修道院を建設した。
1993年以降はドイツ連邦軍が管理している。
2019年1月、周辺のクラヴィンケル、グレフェンハイン、ヴェルフィスを合併した。

## 観光
- Ehrenstein城
- 聖ミカエル教会